# Heinrich von Frauendorfer

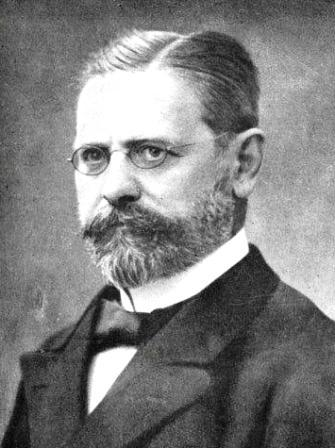
Heinrich von Frauendorfer

Heinrich Frauendorfer, seit 1901 Ritter von Frauendorfer, (* 27. September 1855 in Höll; † 23. Juli 1921 in Geiselgasteig) war ein deutscher Ministerialbeamter, sowie Verkehrsminister im Königreich Bayern und in der Anfangszeit des Freistaats Bayern.

## Leben

### Familie
Er war der Sohn des Lehrers Franz Xaver Frauendorfer und dessen Ehefrau Franziska, geborene Bauer. Frauendorfer heiratete am 14. Oktober 1893 die Malerin Helene Mühlthaler. Aus der Ehe ging ein Sohn hervor, Sigmund von Frauendorfer (1894–1976).

### Karriere
Nach dem Abitur 1874 studierte Frauendorfer Rechtswissenschaft an der Universität München. Er trat nach seinem Examen in den Dienst der Bayerischen Staatseisenbahnen ein. Dort war er bis 1. August 1899 tätig, zuletzt als Rat der Generaldirektion. Anschließend wurde Frauendorfer als Oberregierungsrat in die Verkehrsabteilung des Außenministeriums berufen. Seit 1. August 1900 Ministerialrat, wurde Frauendorfer am 21. Oktober 1901 für seine Leistungen mit dem Ritterkreuz des Verdienstordens der Bayerischen Krone ausgezeichnet. Damit war die Erhebung in den persönlichen Adelsstand verbunden und er durfte sich nach der Eintragung in die Adelsmatrikel Ritter von Frauendorfer nennen. Der Bayerische Bezirksverein des Vereins Deutscher Ingenieure ernannte ihn zum Ehrenmitglied.
Er amtierte vom 1. Januar 1904 bis zu seiner Pensionierung am 12. Februar 1912 als Staatsminister des neu gegründeten Ministeriums für Verkehrsangelegenheiten in Bayern und war maßgebend an der Elektrifizierung der Eisenbahnen in Bayern beteiligt. Für seine Verdienste war Frauendorfer zwischenzeitlich am 14. September 1908 durch Prinzregent Luitpold in den erblichen Adelsstand erhoben worden. Seit 1905 war er Ehrenbürger der Stadt Landshut. Von 1910 bis 1912 war Frauendorfer Bevollmächtigter Bayerns zum Bundesrat.
1916 gründeten Frauendorfer und Edgar Jaffé die Europäische Staats- und Wirtschaftszeitung, die ein Bruder von Jaffé in Berlin herausgab. Vom 8. November 1918 bis zum 17. März 1919 sowie vom 16. März bis zum 1. April 1920 war er erneut bayerischer Staatsminister für Verkehrsangelegenheiten in den von den Ministerpräsidenten Kurt Eisner und Gustav Ritter von Kahr geführten Landesregierungen. 1919/20 war er auch Bevollmächtigter Bayerns zum Reichsrat. Danach folgte seine Berufung als Staatssekretär und Vorstand der Abteilung Bayern in das Reichsverkehrsministerium.
Frauendorfer war Mitglied der Corps Makaria München (1874) und Teutonia Halle (1903). Er verlobte sich mit Alma Wild, der Tochter seines Corpsbruders Albert Wild. Sie starb vor der Eheschließung. Von Wild in die Numismatik eingeführt, war Frauendorfer Münzsammler und von 1899 bis zu seinem Tod Vorsitzender der Bayerischen Numismatischen Gesellschaft. Als er der Fälschung zahlreicher Münzen beschuldigt wurde, nahm er sich 1921 das Leben.

## Schriften
- mit Karl von Völcker: Eisenbahnen, Straßen- und Luftverkehr, Post und Telegraph in: Philipp Zorn, Herbert von Berger (Schriftleitung): Deutschland unter Kaiser Wilhelm II. Hrsg. von Siegfried Körte, Friedrich Wilhelm von Loebell u. a. R. Hobbing, Berlin 1914, Band 2, S. 875–922.
- Die Wohnungsfrage, eine Verkehrsfrage. Ein Weg zur Lösung. Reinhardt, München 1918